# Канада на Летњим олимпијским играма 1936.
Канада је учествовала на Летњим олимпијским играма, одржаним 1936. године у Берлину Немачка, по девети пут у својој историји, освојивши на овим играма девет медаља, од тога једну златну, три сребрне и пет бронзаних. 
Канада је на ове игре послала екипу спортиста која је бројала 97 чланова (78 спортиста и 18 спортисткиња) који су узели учешће у 68 спортских дисциплина од укупно 11 спортова у којима су се такмичили. и 1 уметник који се такмичио у уметности скулптуре.
Најмлађи учесник био је пливач Џоун Лангдан са 13 година и 250 дана, а настарији маратонац Перси Вајр са 52 године и 199 дана.
Једину златну медаљу за Канаду је освојио кануиста Френк Амиот, који је сам морао да плати пут из Канаде за Немачку да би се такмичио, пошто Олимпијски комитет Канаде није имао новаца да му плати путне трошкове. Филип Едвардс је бронзаном медаљом у трци на 800 метара употпунио своју колекцију од пет освојених олимпијских медаља за Канаду.
Кошарка се по први пут појавила као олимпијска дисциплина. Доктор Џејмс Нејсмит, оснивач кошарке, је довео Канадску репрезентацију на Олимпијске игре и са њом освојио сребрну медаљу. У финалу Канадска репрезентација је изгубила од репрезентације САД са 19:8..

## Учесници по спортовима
| Спорт          | Мушкарци | Жене | Укупно |
| -------------- | -------- | ---- | ------ |
| Атлетика       | 21       | 7    | 28     |
| Бициклизам     | 6        | 0    | 6      |
| Бокс           | 4        | 0    | 4      |
| Веслање        | 10       | 0    | 10     |
| Једрење        | 1        | 0    | 1      |
| Кајак и кану   | 8        | 0    | 8      |
| Кошарка        | 9        | 0    | 9      |
| Мачевање       | 5        | 3    | 8      |
| Пливање        | 8        | 6    | 14     |
| Рвање          | 5        | 0    | 5      |
| Скокови у воду | 1        | 2    | 3      |
| Укупно(11)     | 78       | 18   | 96     |

## Освајачи медаља
Канада је у укупном скору завршила као седамнаеста нација по броју медаља, укупно девет, од тога једну златну, три сребрне и пет бронзаних медаља. 

### Злато
- Френк Амиот – Кану — 1.000 м, C-1 мушки

### Сребро
- Репрезентација Канаде – Кошарка, мушки[5]
- Џон Лоринг – Атлетика — 400 м препоне, мушки
- Френк Сејкер и Харви Чартерс – Кану — 10.000 м, C-2 мушки

### Бронза
- Штафета – Атлетика — 4x100 м, жене[6]
- Елизабет Тејлор – Атлетика — 80 м препоне, жене
- Фил Едвардс – Атлетика — 800 м, мушки
- Френк Сејкер и Харви Чартерс – Кану — 1.000 м, C-2 мушки
- Џо Шлимер – Рвање — слободни стил велтер (66–72 кг), мушки

## Кајак и кану
Канаду је предстрављало 8 кајакаша, који су се такмичили у 8 дисциплина.
| Кајакаш        | Дисциплина   | Полуфинале | Полуфинале | Финале               | Финале | Детаљи |
| Кајакаш        | Дисциплина   | Резултат   | Место      | Резултат             | Место  | Детаљи |
| -------------- | ------------ | ---------- | ---------- | -------------------- | ------ | ------ |
| Френк Амиот    | К-1 1.000 м  | 5:17,0     | 7. у гр 2  | Није се квалификовао | 15/15  |        |
| Френк Амиот    | Ц-1 1.000 м  |            |            | 5:32,1               |        |        |
| Бил Вилијамсон | К-1 10.000 м |            |            | 54:05,7              | 14/15  |        |
| Едвард Дир     | К-2 1.000 м  | 4:32,0     | 4. у гр. 2 | 4:24.5               | 6/12   |        |
| Френк Вилис    | К-2 1.000 м  | 4:32,0     | 4. у гр. 2 | 4:24.5               | 6/12   |        |
| Гордон Потер   | К-2 10.000 м |            |            | 47:38,2              | 10/10  |        |
| Едвард Дир*    | К-2 10.000 м |            |            | 47:38,2              | 10/10  |        |
| Френк Сејкер   | Ц-2 1.000 м  |            |            | 4:56,7               |        |        |
| Харви Чартерс  | Ц-2 1.000 м  |            |            | 4:56,7               |        |        |
| Френк Сејкер*  | Ц-2 10.000 м | 4:50,7     | 6 у гр. 2  | 51:15.8              |        |        |
| Харви Чартерс* | Ц-2 10.000 м | 4:50,7     | 6 у гр. 2  | 51:15.8              |        |        |
| Стенли Потер   | Ф-2 10.000 м |            |            | 50:31,9              | 10/13  |        |
| Френк Вилис*   | Ф-2 10.000 м |            |            | 50:31,9              | 10/13  |        |

- Ф = склопиви кајак
- такмичати са звездицом су учествовали у две дисциплине.